# كسوف الشمس 16 يناير 2075
سيحدث كسوف كلي للشمس يوم الأربعاء الموافق 16 يناير 2075. يحدث كسوف الشمس عندما يمر القمر بين الأرض والشمس ، وبالتالي يحجب صورة الشمس كليًا أو جزئيًا عن مشاهد على الأرض. يحدث الكسوف الكلي للشمس عندما يكون القطر الظاهري للقمر أكبر من قطر الشمس ، مما يحجب كل ضوء الشمس المباشر ، ويحول النهار إلى ظلام. تحدث الكلية في مسار ضيق عبر سطح الأرض ، مع كسوف جزئي للشمس مرئي فوق المنطقة المحيطة بعرض آلاف الكيلومترات.

## الخسوفات ذات الصلة

### كسوف الشمس 2073-2076
هذا الكسوف هو جزء من سلسلة كسوف الشمس 2073-2076. يتكرر الكسوف في كل 177 يومًا تقريبًا و 4 ساعات في العقد المتناوبة من مدار القمر.
| 122 | فبراير7, 2073 جزئي  | 127 | أغسطس3, 2073 كلي   |
| 132 | يناير 27, 2074 حلقي | 137 | يوليو24, 2074 حلقي |
| 142 | يناير 16, 2075 كلي  | 147 | يوليو13, 2075 حلقي |
| 152 | يناير 6, 2076 كلي   | 157 | يوليو1, 2076 جزئي  |

### ساروس 142
وهي جزء من دورة ساروس 142 ، تتكرر كل 18 سنة ، 11 يوماً ، وتحتوي على 72 حدثاً.
- بدأت السلسلة بكسوف جزئي للشمس في 17 أبريل 1624.
- وهي تحتوي على كسوف هجين واحد في 14 يوليو 1768 ،
- وخسوفًا كليًا من 25 يوليو 1786 حتى 29 أكتوبر 2543.
- تنتهي السلسلة في العضو 72 ككسوف جزئي في يونيو 5 ، 2904.

وستكون أطول مدة للقطر الكلي هي 6 دقائق و 34 ثانية في 28 مايو 2291. كل الكسوف في هذه السلسلة يحدث عند العقدة الهابطة للقمر.
| تحدث أعضاء السلسلة 17-41 بين عامي 1901 و 2359 | تحدث أعضاء السلسلة 17-41 بين عامي 1901 و 2359 | تحدث أعضاء السلسلة 17-41 بين عامي 1901 و 2359 |
| 17                                            | 18                                            | 19                                            |
| --------------------------------------------- | --------------------------------------------- | --------------------------------------------- |
| أكتوبر 10, 1912 [الإنجليزية]                  | أكتوبر 21, 1930 [الإنجليزية]                  | نوفمبر 1, 1948 [الإنجليزية]                   |
| 20                                            | 21                                            | 22                                            |
| نوفمبر 12, 1966 [الإنجليزية]                  | نوفمبر 22, 1984 [الإنجليزية]                  | ديسمبر 4, 2002                                |
| 23                                            | 24                                            | 25                                            |
| ديسمبر 14, 2020 [الإنجليزية]                  | ديسمبر 26, 2038                               | يناير 5, 2057                                 |
| 26                                            | 27                                            | 28                                            |
| يناير 16, 2075                                | يناير 27, 2093 [الإنجليزية]                   | فبراير8, 2111                                 |
| 29                                            | 30                                            | 31                                            |
| فبراير18, 2129                                | مارس 2, 2147                                  | مارس 12, 2165                                 |
| 32                                            | 33                                            | 34                                            |
| مارس 23, 2183                                 | أبريل 4, 2201                                 | أبريل 15, 2219                                |
| 35                                            | 36                                            | 37                                            |
| أبريل 25, 2237                                | مايو 7, 2255                                  | مايو 17, 2273                                 |
| 38                                            | 39                                            | 40                                            |
| مايو 28, 2291                                 | يونيو 9, 2309                                 | يونيو 20, 2327                                |
| 41                                            |                                               |                                               |
| يونيو 30, 2345                                |                                               |                                               |

### سلسلة اينكس
هذا الكسوف هو جزء من دورة اينكس طويلة الأمد ، يتكرر عند العقد المتناوبة ، كل 358 شهرًا سينوديًا (≈ 10571.95 يومًا ، أو 29 عامًا ناقص 20 يومًا).
مظهرها وخط طولها غير منتظمين بسبب عدم التزامن مع الشهر غير الطبيعي (فترة الحضيض). ومع ذلك ، فإن مجموعات 3 دورات اينكس (87 سنة ناقص شهرين) تقترب (≈ 1،151.02 شهرًا غير طبيعي) ، لذا فإن الكسوف متشابه في هذه المجموعات.
| أعضاء سلسلة Inex بين عامي 1901 و 2100:       | أعضاء سلسلة Inex بين عامي 1901 و 2100:        | أعضاء سلسلة Inex بين عامي 1901 و 2100:       |
| -------------------------------------------- | --------------------------------------------- | -------------------------------------------- |
| </img> </br>18 مايو 1901 </br> (ساروس 136)   | </img> </br> 28 أبريل 1930 </br> (ساروس 137)  | </img> </br> 8 أبريل 1959 </br> (ساروس 138)  |
| </img> </br> 18 مارس 1988 </br> (ساروس 139)  | </img> </br> 26 فبراير 2017 </br> (ساروس 140) | </img> </br> 5 فبراير 2046 </br> (ساروس 141) |
| </img> </br> 16 يناير 2075 </br> (ساروس 142) |                                               |                                              |

### دورة ميتونيك
تتكرر السلسلة ميتونيك كل 19 عامًا (6939.69 يومًا) ، وتستمر حوالي 5 دورات. يحدث الكسوف في نفس تاريخ التقويم تقريبًا. بالإضافة إلى ذلك ، تتكرر سلسلة أكتون الفرعية 1/5 من ذلك أو كل 3.8 سنوات (1387.94 يومًا). تحدث جميع الكسوفات في هذا الجدول عند العقدة الصاعدة للقمر.  
| 21 من أحداث الكسوف بين 12 يونيو 2029 و 12 يونيو 2105 | 21 من أحداث الكسوف بين 12 يونيو 2029 و 12 يونيو 2105 | 21 من أحداث الكسوف بين 12 يونيو 2029 و 12 يونيو 2105 | 21 من أحداث الكسوف بين 12 يونيو 2029 و 12 يونيو 2105 | 21 من أحداث الكسوف بين 12 يونيو 2029 و 12 يونيو 2105 |
| 11-12 يونيو                                          | 30-31 مارس                                           | 16 يناير                                             | 4-5 نوفمبر                                           | من 23 إلى 24 أغسطس                                   |
| 118                                                  | 120                                                  | 122                                                  | 124                                                  | 126                                                  |
| ---------------------------------------------------- | ---------------------------------------------------- | ---------------------------------------------------- | ---------------------------------------------------- | ---------------------------------------------------- |
| </img> </br> 12 يونيو 2029                           | </img> </br> 30 مارس 2033                            | </img> </br> 16 يناير 2037                           | </img> </br> 4 نوفمبر 2040                           | </img> </br> 23 أغسطس 2044                           |
| 128                                                  | 130                                                  | 132                                                  | 134                                                  | 136                                                  |
| </img> </br> 11 يونيو 2048                           | </img> </br> 30 مارس 2052                            | </img> </br> 16 يناير 2056                           | </img> </br> 5 نوفمبر 2059                           | </img> </br> 24 أغسطس 2063                           |
| 138                                                  | 140                                                  | 142                                                  | 144                                                  | 146                                                  |
| </img> </br> 11 يونيو 2067                           | </img> </br> 31 مارس 2071                            | </img> </br> 16 يناير 2075                           | </img> </br> 4 نوفمبر 2078                           | </img> </br> 24 أغسطس 2082                           |
| 148                                                  | 150                                                  | 152                                                  | 154                                                  |                                                      |
| </img> </br> 11 يونيو 2086                           | </img> </br> 31 مارس 2090                            | </img> </br> 16 يناير 2094                           | </img> </br> 4 نوفمبر 2097                           |                                                      |

## روابط خارجية
- رسومات ناسا
  - خريطة تفاعلية للكسوف من وكالة ناسا
- www.solar-eclipse.de - متوسط التغطية السحابية والمدن على طول مسار الكسوف
- رسومات ناسا